# Живописец (сатирический журнал)
«Живопи́сец» — русский литературно-художественный еженедельный сатирический журнал, издававшийся Н. И. Новиковым в Санкт-Петербурге с апреля 1772 по июнь 1773.

## Периодичность издания
В апреле 1772 г. были выпущены первые три листа журнала, в мае — следующие пять. Всего в 1772 г. было напечатано 26 листов 1-й части журнала и 10 листов 2-й. В среднем выходило по четыре листа в месяц. Затем темпы издания замедлились, и выпуск 11-26 листов 2-й части растянулся с января до июня 1773 г. В это же время 1-я часть журнала печаталась дополнительным тиражом с некоторыми исправлениями. С января же 1773 г. 1-я часть начала выходить вторым изданием. 
В 1775 г. Новиков выпустил «третье издание» «Живописца» в двух частях, представляющее собой уже не журнал, а книгу — сборник произведений, выбранных из «Трутня» и «Живописца», а в 1781 г. с небольшими поправками переиздал эту книгу в Москве. Уже после ареста Новикова книгу переиздаёт, правда, с купюрами и ошибками, купец Г. Зотов (отпечатана в 1794 г., по выходным данным — СПб, 1793).

## Содержание
Журнал содержал обличения помещиков и врагов просвещения, критику представителей правительственной администрации и судебной власти, насмешки над дворянскими нравами, изображение крестьянской нужды и горя.
В сатирических целях Новиков использовал различные образы-маски — Худовоспитанника, Щеголихи, писателей Невпопада, Кривотолка и пр.
Одним из наиболее ярких журнальных выступлений антикрепостнической направленности был опубликованный в 5-м листе «Отрывок путешествия в *** И***Т***», впоследствии высоко оценённый Н. А. Добролюбовым. Возможным автором произведения считают как самого Новикова («Издатель „Трутня“»), так и А. Н. Радищева, отмечая близость «Отрывка» к «Путешествию из Петербурга в Москву».
На втором году издания резкость позиции журнала, по-видимому, под влиянием цензуры, снизилась, в нём печатались сатиры Буало, речи религиозных деятелей и пр., однако сатирические произведения продолжали публиковаться.
В журнале сотрудничали Екатерина II, Ф. В. Каржавин, П. С. Потёмкин, А. Н. Радищев, В. Г. Рубан, А. П. Сумароков, М. В. Сушкова, А. И. Фомин, Д. И. Фонвизин и другие. Публиковались произведения и переводы Н. Н. Поповского, Сильвестра Медведева, Фридриха II, Амвросия Подобедова, епископа могилёвского Георгия и многих других авторов.